# Monika Schneeweis

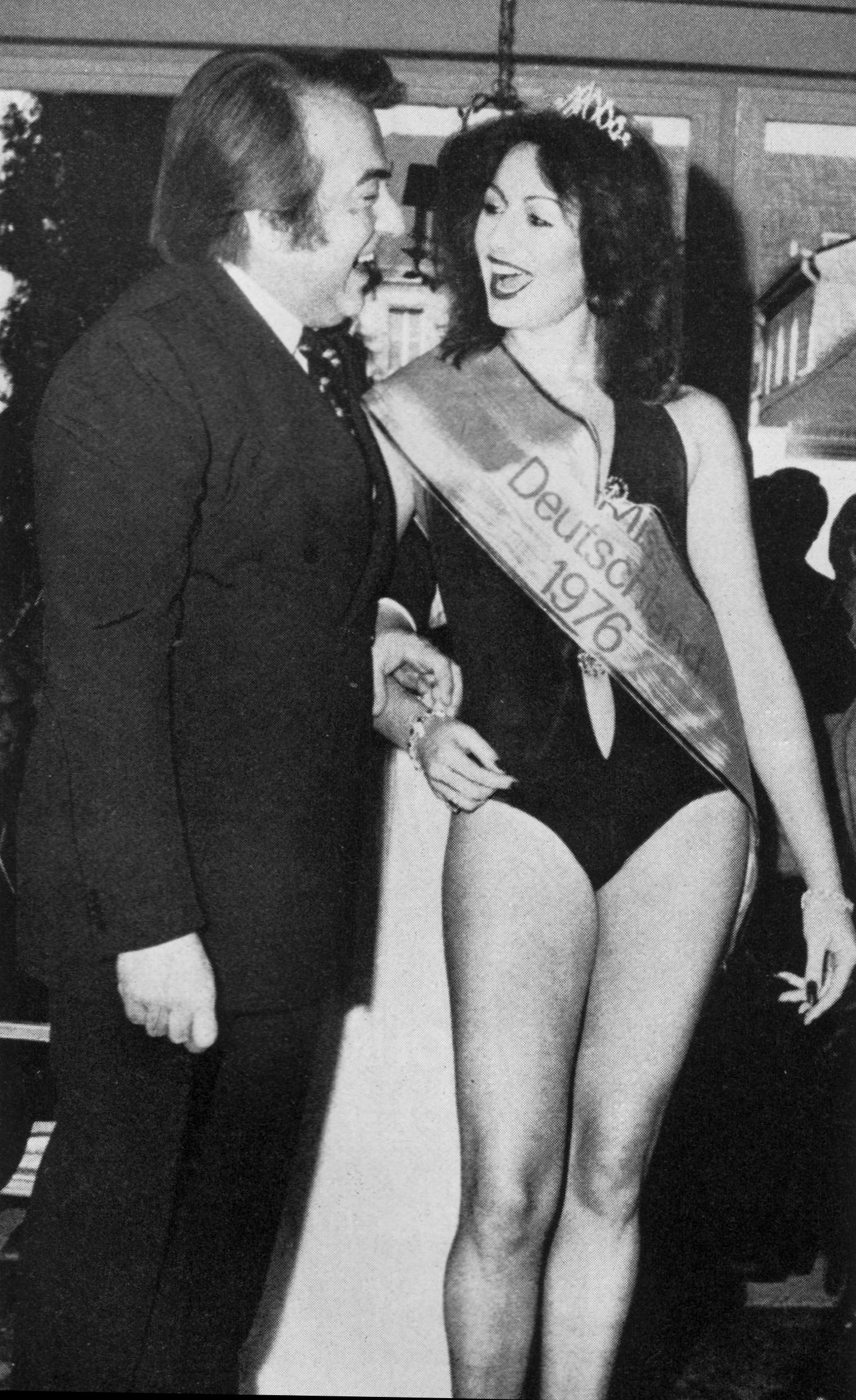
Monika Schneeweis bei einem Event in Wiesbaden (1976)

Monika Schneeweis (* 6. Mai 1955; † 30. März 2023) war eine deutsche Schönheitskönigin sowie ein Fotomodell.
Im Jahr 1976 wurde sie ohne Vorwahlen in Baden-Baden zur Miss Germany gewählt. Die Jura-Studentin hatte sich mit einer professionellen Fotomappe beworben. Monika Schneeweis nahm im November des gleichen Jahres in London an der Miss World teil.
Sie war verheiratet, lebte zuletzt als Monika Luy in Kenn an der Mosel und führte dort bis zum Jahr 2000 eine Spedition.